# Amédée Grab
Amédée Grab (3 de fevereiro de 1930 – 19 de maio de 2019) foi um bispo católico romano suíço.
Grab nasceu na Suíça e foi ordenado sacerdote em 1954. Ele serviu como bispo titular de Canæ e bispo auxiliar da Diocese Católica Romana de Lausanne, Genebra e Friburgo, Suíça, de 1987 a 1995. Grab então serviu como bispo da diocese de 1995 a 1998. Ele então serviu como bispo da Diocese Católica Romana de Chur de 1998 a 2007.